# Krstatice
Krstatice su naselje smješteno u Imotskoj krajini, 10 km istočno od Zagvozda.
Župna crkva je sagrađena 1903. godine i posvećena je Presvetom Srcu Isusovom.
Zaseoci župe Krstatice prostiru se na krševitom području zabiokovlja, na padinama brda i prodolini, koja se pruža od granice sa Zagvozdom ispod Golog brda pa do granice sa župom Slivno.

## Povijest
U prošlosti župa je bila u sastavu stare i prostorno velike župe Vrdol, koju su posluživali franjevci iz samostana u Makarskoj. Dana 14. rujna 1734. godine biskup Stjepan Blašković za Krstatice i Slivno odredio je kapelana, koji je stanovao u Slivnu a bio je ovisan od župnika u Župi. Godine 1747. isti je biskup Slivno proglasio samostalnom župom, a Krstatice ostaju kapelanija ovisna o Župi. Te godine Krstatice su dobile za kapelana svjetovnog svećenika i od tada će župom stalno upravljati svjetovni svećenici. Godine 1792. biskup Fabijan Blašković potvrđuje dotadašnje stanje, ističe da je župna crkva za oba sela Svetog Ivana Krstitelja u Župi, a crkva Srca Isusova u Krstaticama ostaje kao područna crkva. Narod se u Krstaticama stano povećavao i 1835. godine splitsko-makarski biskup Anton Kačić Krstatice proglašava samostalnom župom.
Župna kuća sagrađena je 1939. godine, na mjestu stare i neugledne kućice, pod vodstvom župnika iz Zagvozda don Marka Perice, jer u to vrijeme Krstatice nisu imale svoga župnika. Novi župnik don Jure Sokol (1940. – 1953.) privremeno se nastanio u privatnoj kući Ante Zeca, te istovremeno uređivao kuću u koju se uselio pred Božić iste godine. Kuća nije sagrađena kod župne crkve, kako je to zamišljao bivši župnik don Frane Vrčić, nego na mjestu stare kućice, kako su to tražili stanovnici Gornjeg Sela i Zabrđa.
Matična knjiga rođenih od 1825. do 1863. nalazi se u DAS. Knjige R od 1863. do 1949., četiri sveska, te knjige V od 1858. do 1948., dva sveska, kao i knjige U od 1825. do 1948., tri sveska, nalaze se u MJU Zagvozd. Nepotpuna godišta parica R, V i U od 1819. do 1940. nalaze se u NAS. U ŽU nalazi se Stanje duša iz 1880. godine.

## Stanovništvo
Godine 1938. u župi je bilo 1.540 stanovnika, a 2001. godine bilo ih je 201.
Za vrijeme komunističke Jugoslavije, neki su zaseoci posve opustjeli jer je narod potražio bolje uvjete života u Makarskoj, Splitu i drugim sredinama, a neki su otišli u inozemstvo. Od 1500 duša pred Drugi svjetski rat, danas ih u župi ima svega oko 350.
| broj stanovnika | 383   | 718   | 503   | 588   | 715   | 838   | 1226  | 1290  | 735   | 743   | 677   | 650   | 407   | 253   | 199   | 123   | 67    |
|                 | 1857. | 1869. | 1880. | 1890. | 1900. | 1910. | 1921. | 1931. | 1948. | 1953. | 1961. | 1971. | 1981. | 1991. | 2001. | 2011. | 2021. |

## Spomenici i znamenitosti
- Arheološko nalazište Gradinica, nastalo od 2000. pr. Kr. do 1000. pr. Kr. Gradinu je moguće datirati u brončano i željezno doba, a sjeverozapadno od gradine nalazi se prapovijesna gomila
- Crkva sv. Ante, sagrađena je u 18. stoljeću